# Zinaida Nyikolajevna Juszupova
Zinaida Nyikolajevna Juszupova hercegnő, vagy Zinaida Nyikolajevna Szumarokova-Elsztona grófné (oroszul: Княгиня Зинаида Николаевна Юсупова, Графиня Сумароковa-Эльстонa; Szentpétervár, 1861. szeptember 2. – Párizs, 1939. november 24.) orosz nemes, a Juszupov-ház utolsó leszármazottja.

## Élete
Zinaida hercegnő 1861-ben született a szentpétervári Mojka Palotában II. Nyikolaj Boriszovics Juszupov herceg (1827–1891) és Tatyjana Alekszandrovna de Ribeaupierre grófnő (1828–1879) legidősebb gyermekeként. Szüleinek nem lett fia, Zinaidának egy húga volt, akit a Tatyjana névre kereszteltek.
1882. április 4-én, Szentpétervárott Zinaida feleségül ment Feliksz Felikszovics Szumarokov-Elszton grófhoz, Moszkva katonai kormányzójához. 1891-ben, édesapja halála után Zinaida lett a Juszupov-ház feje és a hatalmas vagyon egyetlen birtokosa. Feliksz Felikszovics gróf ekkor kérvényezte III. Sándor cártól a Juszupov herceg címet, hogy az ősi hercegi ház ne haljon ki. A házaspárnak négy fia született, azonban két fiú meghalt gyermekkorában, 1908-ban pedig a legidősebbet, Nyikolajt megölték egy párbaj során:
- Nyikolaj Felikszovics herceg (1883–1908)
- csecsemőként elhalálozott fiú (1884/85)
- csecsemőként elhalálozott fiú (1885/86)
- Feliksz Felikszovics herceg (1887–1967).

Zinaida hercegnő volt kora Oroszországának egyik leggazdagabb embere, vagyona állítólag még a cári családéval is vetekedett. A hercegnő híres volt szépségéről és vendégszeretetéről, pompakedveléséről. Egyik legnagyobb ellengére és kritikusa volt az utolsó orosz cárnénak, Alekszandra Fjodorovnának. Legkisebb fia, Feliksz Felikszovics a cári családba házasodott be, majd egyik kitervelője és végrehajtója lett a Raszputyin elleni merényletnek.
A cárizmus bukása után Zinaida és a férje Rómába menekültek. Férje halála után a hercegnő fiához és menyéhez költözött Franciaországba, Párizsba. Itt élt egészen 1939-ben bekövetkezett haláláig.